# Huzele
Huzele Lengyelország délkeleti részén, a Kárpátaljai vajdaságban, a Leskói járásban található település. A község Leskótól közel 2 kilométernyire fekszik délnyugati irányban, valamint a vajdaság központja, Rzeszów 67 kilométernyire északra van a településtől.

## Fordítás
Ez a szócikk részben vagy egészben  a   Huzele című angol Wikipédia-szócikk ezen változatának fordításán alapul.  Az eredeti cikk szerkesztőit annak laptörténete sorolja fel. Ez a jelzés csupán a megfogalmazás eredetét és a szerzői jogokat jelzi, nem szolgál a cikkben szereplő információk forrásmegjelöléseként.